# Jeanne de Saint-Rémy de Valois
Jeanne de-Saint-Rémy-de Luz de Valois, contessa de La Motte (Fontette, 22 luglio 1756 – Londra, 23 agosto 1791), fu una nobildonna francese, che è ricordata per il suo ruolo nell'affare della collana di Maria Antonietta.

## Biografia

### Gioventù
Jeanne nacque come secondogenita di Henry de Saint-Rémy, barone di Luz, e di sua moglie Marie Jossel a Fontette. Suo padre proveniva dall'antica nobiltà francese, in quanto discendente di Enrico di Saint-Rémy, il figlio illegittimo di Enrico II e della sua amante Nicole de Savigny. Nonostante ciò, viveva in condizione di povertà. La madre di Jeanne, invece, era una cittadina comune. Nel 1760, per sfuggire dai creditori, i suoi genitori si trasferirono da Fontette a Boulogne, oggi Boulogne-Billancourt, con i due figli maggiori, Jacques (1751–1785) e Jeanne. Lasciarono invece la seconda e più giovane figlia, Marie-Anne (1757–1786), presso un contadino locale. Presto Jeanne divenne orfana: il padre morì nel febbraio 1761 e la madre lo seguì l'anno seguente, dopo aver dato alla luce una terza bambina, Marguerite. Per mantenersi, i fratelli furono costretti a mendicare.
Grazie alla sua discendenza reale, quando aveva 8 anni, Jeanne attirò le attenzioni di Adrienne-Marie-Madeleine d'Hallencourt, marchesa di Boulainvilliers. Nelle sue memorie, Jeanne raccontò una storia commovente in cui, ancora orfana mendicante, incontrò per caso per strada la marchesa. La verità era molto meno drammatica: i tre fratelli bisognosi furono raccomandati alla marchesa d'Hallencourt dal parroco di Boulogne. La nobildonna si prese cura degli orfani e il 9 dicembre 1776, dopo la conferma del loro albero genealogico e della loro discendenza reale, i loro titoli vennero riconosciuti legittimi e fu assegnata loro una pensione del Consiglio reale delle finanze di Luigi XV, come spettava di diritto alle famiglie nobili ma cadute in povertà.
Jacques ottenne un posto gratuito presso la scuola per ufficiali di marina, mentre Jeanne e sua sorella Marie-Anne furono inviate al monastero delle Orsoline di Ligny-en-Barrois a spese di Madame de Boulainvilliers a partire dal 1763. Nel frattempo, la sorellina Marguerite morì di vaiolo. All'età di 14 anni Jeanne iniziò la formazione come sarta in un salone di moda parigino, ma non completò l'apprendistato. Quando aveva 16 anni, lei e sua sorella furono mandate all'abbazia di Notre-Dame d'Yerres, perché le due avrebbero dovuto diventare suore. Dopo due anni si trasferirono nell'abbazia di Longchamp. Nelle sue memorie, Jeanne afferma di essere entrata volontariamente nel monastero per sfuggire alle avance di Anne Gabriel Henri Bernard de Boulainvilliers, marito della sua protettrice. Quando la superiora di Longchamp esortò le due sorelle a prendere i voti religiosi come monache, le due fuggirono dal monastero, rifugiandosi a Bar-sur-Aube, dove, dopo un breve soggiorno in una fatiscente locanda, alloggiarono presso la zia, Madame Clausse de Suremont, moglie del governatore locale. Lì Jeanne conobbe il giovane Jacques Claude Beugnot, in seguito ministro francese, che si innamorò perdutamente della ragazza, ma il padre del ragazzo lo mandò a Parigi per evitare possibili complicazioni. Sempre a casa di sua zia, Jeanne conobbe anche il nipote della famiglia, Antoine-Nicolas de la Motte, ufficiale della gendarmeria e membro della piccola nobiltà della Champagne, che Jeanne sposò il 6 giugno 1780.

### Problemi finanziari e l'incontro con Rohan

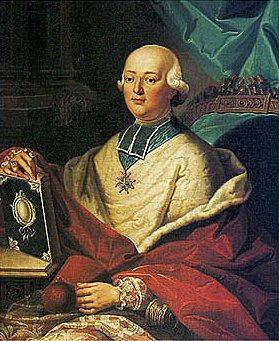
Il cardinale di Rohan

Il matrimonio non cambiò la difficile situazione finanziaria di Jeanne: suo marito versava in condizioni finanziarie non molto migliori delle sue. Circa dopo un mese dal matrimonio, la coppia ebbe due gemelli. I figli di Jeanne e Nicholas, purtroppo, vennero a mancare dopo poche settimane. La coppia prese il titolo di Conte e Contessa de La Motte e si recò a Lunéville, dove Nicolas de La Motte si riunì al suo reggimento. Tuttavia, la pensione di Jeanne non era sufficiente per lei e suo marito, e così la coppia per mantenersi a galla dovette ricorrere a truffe e prestiti.
Nel settembre 1781 Jeanne incontrò di nuovo a Saverne la sua precedente mecenate, la marchesa di Boulainvilliers. Costei presentò la giovane donna al cardinale Louis-René-Édouard de Rohan. Questo incontro si rivelerà in seguito estremamente redditizio per Jeanne, sia a lungo sia a breve termine: poco dopo essersi conosciuti, grazie alla sua raccomandazione, il marito di Jeanne ricevette un posto nella guardia di Conte Artois nell'ottobre 1781. Il titolo di Conte fu accidentalmente inserito nel certificato di nomina di Nicolas de La Motte, così lui e sua moglie da quel momento in poi si chiamarono ufficialmente Conte e Contessa de La Motte.
La coppia si recò a Parigi alla fine di ottobre 1781 e inizialmente affittò una stanza nell'Hôtel particulier de Reims in Rue de la Verrerie per tentare lì la fortuna. Jeanne voleva sfruttare la sua discendenza reale a Versailles e quindi affittò una stanza in Place Dauphine. Cercò ripetutamente di ottenere un'udienza con i membri della famiglia reale per aumentare la sua pensione. Le sue origini reali avrebbero dovuto favorirla, ma non fu così. La duchessa di Polignac, ad esempio, si rifiutò di concederle un'udienza con la regina nonostante la richiesta scritta di Jeanne. Anche un finto svenimento in presenza della regina stessa non la aiutò ad ottenere un incontro.
La coppia viveva in condizioni estremamente disagiate e accumulava sempre più debiti. Per paura dei suoi creditori, Nicolas si rifugiò temporaneamente anche a Brie-Comte-Robert e nel 1783 i due portarono in salvo i loro mobili a scopo precauzionale perché temevano che venissero sequestrati. Già nel novembre 1782, i coniugi de La Motte dovevano così tanto denaro al loro padrone di casa che, dopo un'accesa discussione, dovettero trasferirsi dall'Hôtel de Reims e trasferirsi in un altro locale in rue Neuve-Saint-Gilles. Sebbene la pensione di Jeanne fosse stata aumentata a 1500 lire il 18 gennaio 1784 per intercessione di Maria Giuseppina di Savoia, le preoccupazioni legate al denaro rimasero incessanti. Nell'aprile dello stesso anno, Jeanne vendette il suo diritto alla pensione annua concessa dal re per 6.000 lire.
Nel frattempo aveva incontrato di nuovo il cardinale Rohan, che dopo la morte della marchesa di Boulainvilliers a volte aiutava Jeanne, completamente squattrinata, con piccole somme di denaro. Jeanne, sebbene non fosse riuscita a conquistarlo al loro primo incontro a Saverne, riuscì a farlo a Parigi nel 1782: alla fine dell'anno era divenuta la sua amante. Ben presto, il rapporto tra i due iniziò a diventare più profondo e lei non fu solo la sua amante, ma anche la sua intima confidente.

### L'affare della collana
(L'abate Georgel, un servitore del cardinale Louis de Rohan)

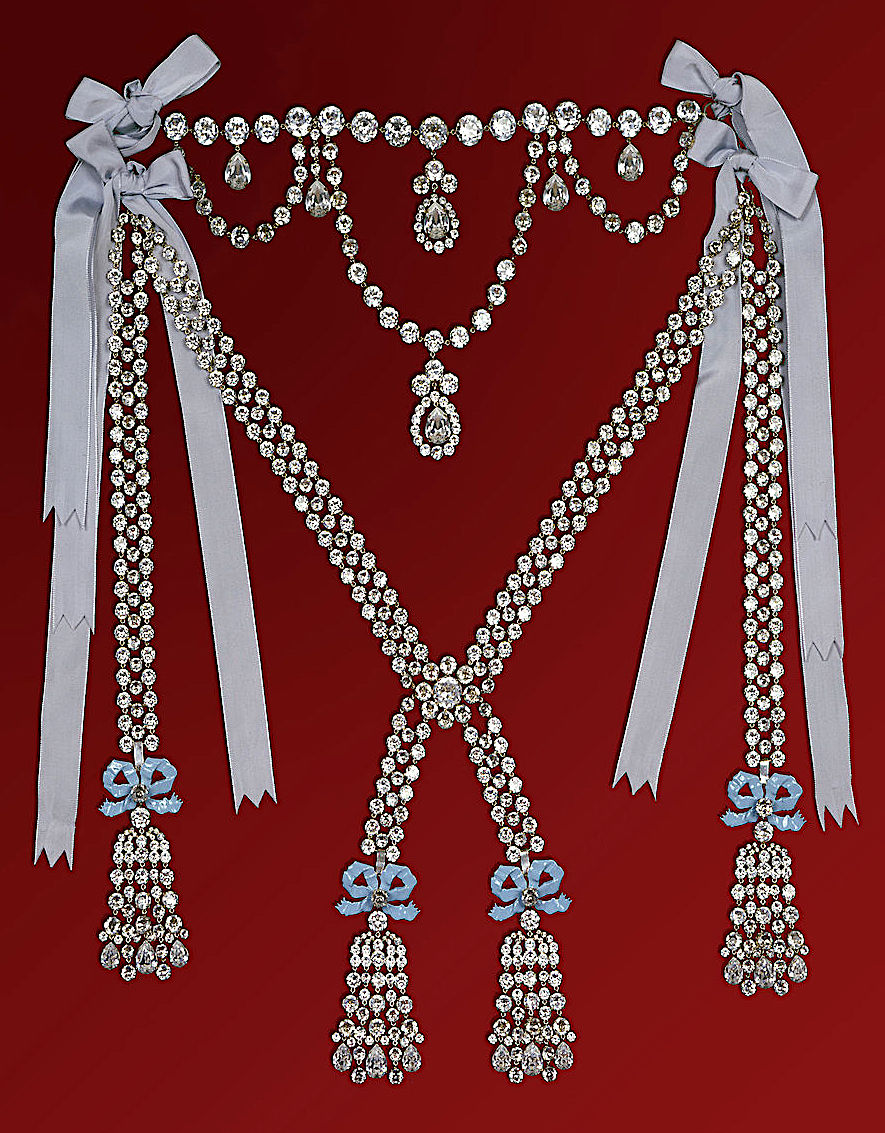
Ricostruzione della collana

Il cardinale Rohan non era solo un ecclesiastico, ma era anche elemosiniere di Francia, il che faceva di lui una figura di spicco. L'unico problema che lo affliggeva era un pessimo rapporto con la regina Maria Antonietta, dovuto ai trascorsi austriaci del cardinale a Vienna. Sin dal suo ritorno a Parigi, il cardinale aveva tentato in ogni modo di recuperare, se non il favore, almeno un buon rapporto con la sovrana, ricevendo solo manifestazioni di disprezzo da quest'ultima. Jeanne usò tutto questo a suo vantaggio: sfruttando l'ingenuità del cardinale, si finse la regina e instaurò una fitta corrispondenza con Rohan, facendogli credere di aver perdonato gli incidenti avvenuti in passato e di essere disposta ad ammettere il cardinale tra le sue grazie.
La contessa assunse uno dei vecchi compagni di suo marito, Marc-Antoine Rétaux de Villette, che scrisse per suo conto false lettere che presumibilmente sarebbero state indirizzate al cardinale da Maria Antonietta. Dall'inizio del 1784 iniziò a richiedere delle ingenti somme di denaro al cardinale, formalmente a scopo di beneficenza, usandole invece per pagare i propri debiti e vivere una vita di lusso, riuscendo ad acquistare delle case a Bar-sur-Aube. Per avvalorare la propria rete di bugie, Jeanne assunse una donna parigina, Marie-Nicole Leguay, nota per la sua somiglianza con la regina, e la fece incontrare con il cardinale nei giardini di Versailles durante l'agosto del 1784. La contessa accompagnò la donna, pesantemente vestita per impedire un suo immediato riconoscimento. Il cardinale cadde nuovamente nell'inganno teso da Jeanne e questa riuscì a convincere Rohan che la regina volesse acquistare la preziosa collana di diamanti, che i due orefici Boehmer e Bassenge stavano cercando di vendere da tempo. Il cardinale si mosse come intermediario e riuscì a chiudere con successo le negoziazioni, acquistando la collana per 1.6 milioni di livre invece degli 1.8 inizialmente richiesti. L'acquisto sarebbe stato definito in 4 rate a partire del 31 luglio 1785.  Anche i gioiellieri erano stati tratti in inganno da Jeanne, che li aveva raggirati con una fitta corrispondenza, e credevano che il cardinale agisse effettivamente in nome della regina Maria Antonietta. La collana fu portata al cardinale il 1 febbraio 1785, che la consegnò immediatamente alla contessa.

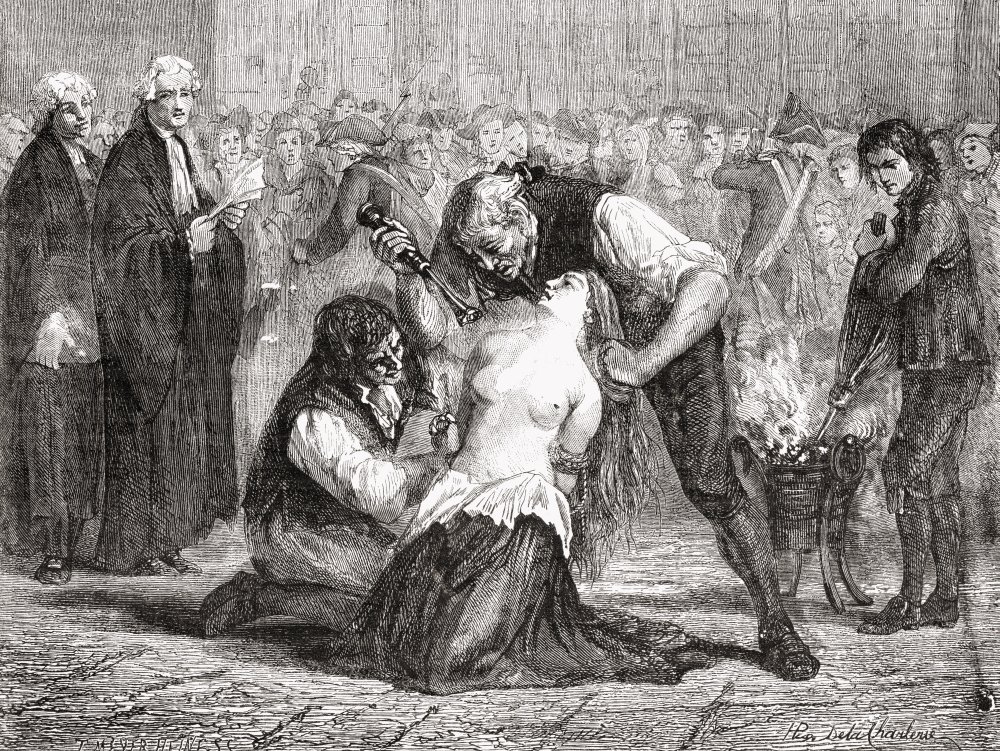
La contessa de la Motte venne marchiata con la lettera 'V', a simboleggiare la parola 'ladra'.

La donna ed il marito iniziarono a separare i diamanti della collana, danneggiandone molti vista l'assenza di strumenti adatti al compito. Tentarono di vendere le pietre in buone condizioni nella capitale francese, ma la maggior parte dei compratori, supponendo fosse merce rubata, si rifiutarono di procedere all'acquisto. Non essendo stato denunciato alcun furto, i due nobili non riscontrarono alcun problema, almeno per il momento. Non trovando compratori a Parigi, Nicolas de La Motte, allora, si spostò a Londra, dove riuscì a piazzare le pietre preziose nell'aprile 1785 mentre sua moglie riuscì a saldare parte dei propri debiti cedendo parte delle gemme ai propri creditori. Si stima che la coppia abbia ricevuto circa 600 000 livre per le gemme.

### Processo, prigionia e fuga
La prolungata assenza di pagamenti insospettì ed irritò i due gioiellieri, che presto si rivolsero alla regina, lamentando che non fosse stata rispettata la scadenza per il pagamento accordato. Maria Antonietta rispose che non era mai stata interessata all'acquisto di tale collana e che non era stata lei ad aver effettuato l'acquisto. La truffa di Jeanne venne rapidamente a galla e la situazione prese una tragica piega per tutte le persone coinvolte nel caso.
Il 15 agosto 1785, Luigi XVI fece arrestare Rohan e lo fece rinchiudere nella Bastiglia. Tre giorni dopo, il 18 agosto, la stessa sorte toccò a Jeanne, che fu arrestata nei suoi possedimenti a Bar-sur-Aube e scortata alla Bastiglia due giorni dopo. Suo marito riuscì ad evadere la cattura fuggendo in Inghilterra, ma ciò non impedì la confisca di tutti i loro beni. Anche Marc Antoine Rétaux de Villette e Marie-Nicole Leguay furono arrestati.

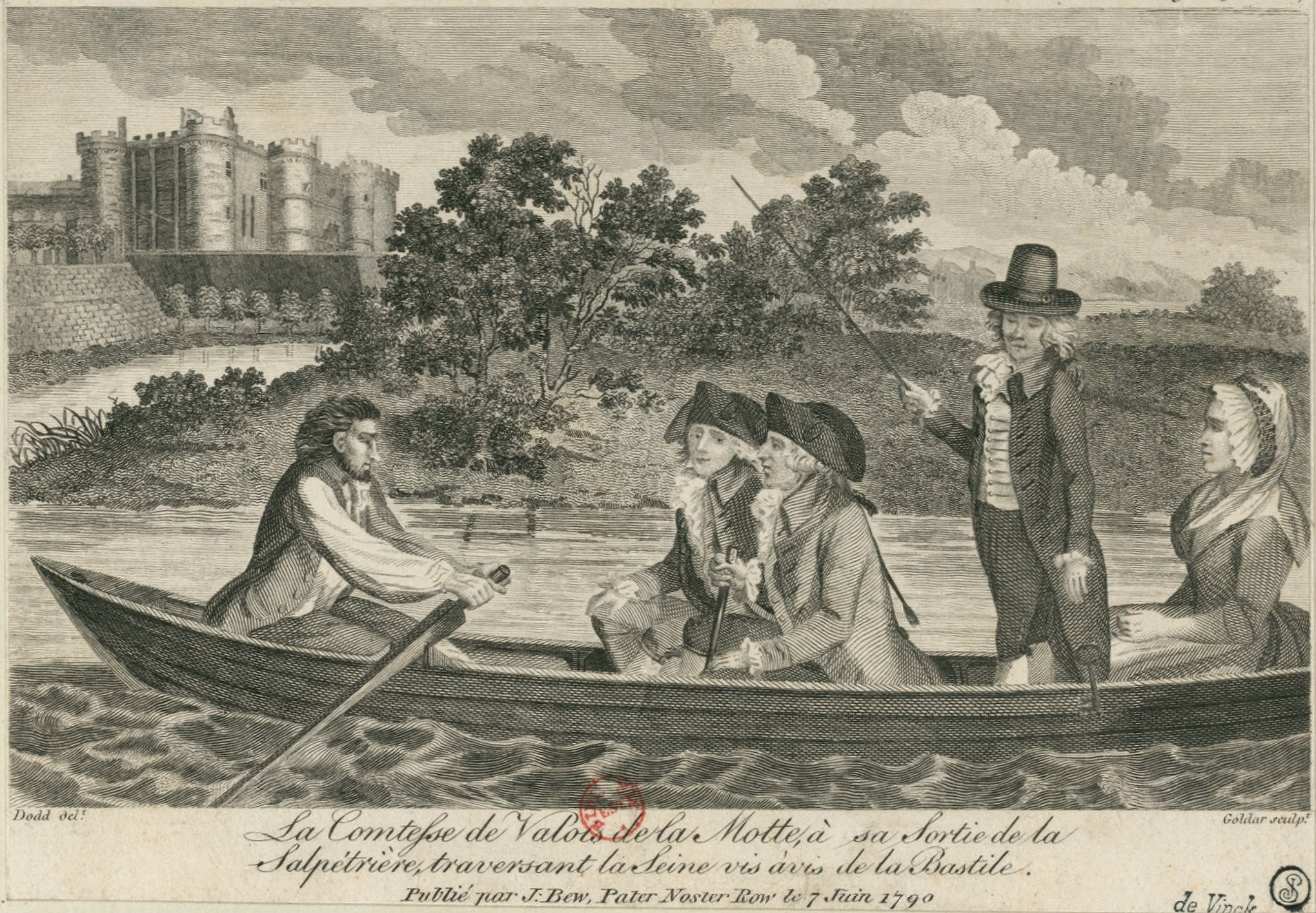
Fuga dalla Salpêtrière

Nel maggio 1786 si giunse ad un processo: Jeanne negò fino all'ultimo ogni coinvolgimento nella truffa, additando come ideatori e responsabili Cagliostro e Rohan, professando la propria innocenza ed estraneità alla vicenda. Lei ed il suo avvocato, Jacques-François Doillot, scrissero un libro, intitolato Mémoire pour dame Jeanne de St Rémy de Valois, dove raccoglievano tutta la versione dei fatti di Jeanne, facendolo pubblicare prima dell'inizio del processo. Il libro era inizialmente disponibile e gratuito ma divenne così popolare e richiesto che le copie cominciarono a venir vendute a prezzi esorbitanti. In ogni caso, le accuse di Jeanne a Rohan nel libro erano così assurde ed incredibili che finirono paradossalmente per discolpare il cardinale e ritorcersi contro la contessa. Il verdetto giunse il 31 maggio 1786: Rohan e Leguay furono riconosciuti innocenti, sebbene il primo fosse costretto all'esilio per volere del re, mentre a Jeanne, riconosciuta colpevole, fu inflitta una pena molto più severa. Fu stabilito che sarebbe stata pubblicamente flagellata, marchiata sulle spalle con due V incise a fuoco e che avrebbe scontato l'ergastolo nella prigione delle Salpêtrière. Inoltre, fu decretato che tutte le copie del suo libro dovessero essere distrutte. Jeanne, umiliata ed spaventata, tentò il suicidio nella portineria dove era stata trasferita il 29 maggio.
La sentenza fu eseguita nel cortile della Conciergerie poco dopo le cinque del 21 giugno. A causa dell'ora mattutina erano presenti solo pochi spettatori. Jeanne si difese come una pazza. Ci vollero quattro uomini adulti per tenerla ferma, ma la giovane resistette così tanto che il ferro marchiante del boia scivolò e rimase marchiata non la spalla ma il petto. Perse conoscenza durante il calvario e fu portata priva di sensi alla Salpêtrière.
Poco tempo dopo, uno dei compagni di prigionia di Jeanne la informò che persone ben intenzionate stavano organizzando la sua fuga dalla prigione. Si crede che Jean-François Georgel, segretario segreto del cardinale Rohan, possa essere stato l'organizzatore di questi piani. Insieme ad una compagna di prigionia di nome Marianne, Jeanne riuscì effettivamente a fuggire dalla Salpêtrière nel giugno 1786, travestita da uomo. La loro via di fuga li portò via Provins, Troyes, Nancy, Lunéville, Metz e Thionville fino a Olerisse nel Lussemburgo, tra gli altri. Da lì proseguì attraverso Bruges e Ostenda fino all'esilio a Londra, dove arrivò il 4 agosto 1787.

### Esilio e morte
Giunta nella capitale inglese, pubblicò un nuovo libro, una seconda autobiografia, dove riproponeva la propria innocenza. Caduta nuovamente nella morsa dei problemi finanziari, fu inseguita da alcuni ufficiali giudiziari venuti a cercarla per conto di un creditore. Nel tentativo di sfuggire, si gettò da una finestra: la caduta si dimostrò rovinosa e la donna si ruppe entrambe le gambe ed il bacino. Dopo alcune settimane di agonia, morì a causa delle ferite subite.

## Nella cultura di massa
- Non mancano opere sullo scandalo della collana. La collana della regina è un libro di Dumas. Il primo film ispirato allo scandalo della collana è il film francese del 1929 Le collier de la Reine, con Marcelle Chantal che interpreta la contessa De La Motte e Diana Karenne nel doppio ruolo di Maria Antonietta e Oliva. Nel 1946, sempre in Francia, uscì un altro film per la regia di Marcel L'Herbier, con Marion Dorian, Maurice Escande, Viviane Romance e intitolato appunto La collana della Regina. L'intrigo della collana è un film del 2001 diretto da Charles Shyer, con Hilary Swank nel ruolo della contessa; nel film la sua figura è ampiamente rivista e nobilitata.
- Il personaggio di Jeanne de La Motte compare anche nel manga Lady Oscar di Riyoko Ikeda e nella sua successiva traduzione animata del 1979. Il personaggio di Ikeda, sebbene condiva alcuni tratti comuni con la reale figura della contessa, come alcuni dettagli della sua infanzia travagliata e la partecipazione nell'affare della collana, si allontana considerevolmente dalla realtà storica, essendo ritratta come una donna avida e a tratti spietata.
- Gabriele D'Annunzio nel 1935 le dedica un significativo passo delle Cento e cento e cento e cento pagine del libro segreto di Gabriele d'Annunzio tentato di morire, pubblicato da Mondadori.
- La scrittrice Brunella Schisa ha scritto il romanzo La nemica, dal punto di vista di un giovane giornalista parigino che indaga sulla vicenda della collana e sulla sua figura, pubblicato nel 2017 dalla Neri Pozza